# Andrei Mihailov
Andrey Nikolaev Mihaylov est un avocat et homme politique bulgare. Il est membre du groupe parlementaire « Il y a une telle nation » dans les assemblées nationales XLV, XLVI et XLVII en 2021-2022. Président de la commission des affaires constitutionnelles et juridiques de la XLVIe Assemblée nationale. Président de la délégation permanente à l'Assemblée parlementaire de l'OTAN à l'Assemblée nationale XLVII. A travaillé à la direction antitrust de la Commission bulgare pour la protection de la concurrence. Il a quitté le parti politique « Il y a une telle nation » en 2022.

## Biographie
Andrey Mihaylov est né le 16 mai 1978 à Sofia. Diplômé de la faculté de droit de l'Université Saint-Clément-d'Ohrid de Sofia, il a obtenu un diplôme de troisième cycle en droit de l'Union européenne à l'Université de Sofia. A soutenu avec succès sa thèse de doctorat en 2025 à l'Académie militaire "Rakovski" sur le thème "Le blanchiment d'argent chez les intermédiaires d'investissement - un risque stratégique pour la sécurité" et a obtenu un doctorat. Il est l'auteur d'un livre de droit intitulé « Competition Law in the Telecommunications Sector »  (ISBN 978-954-285-054-0), publié en 2025. En 2025, il publie également sa deuxième monographie intitulée «Gestion du risque de blanchiment d'argent chez les intermédiaires d'investissement»,  (ISBN 978-619-284-003-7). 